# Copris victorini
Copris victorini là một loài bọ cánh cứng trong họ Bọ hung (Scarabaeidae).